# Astragalus discolor
Astragalus discolor es una especie de planta del género Astragalus, de la familia de las leguminosas, orden Fabales.

## Distribución
Astragalus discolor se distribuye por China (Hebei, Nei Mongol, Ningxia, Shaanxi y Shanxi).

## Taxonomía
Fue descrita científicamente por Bunge ex Maxim. Fue publicada en Bulletin de l’Académie Impériale des Sciences de Saint-Pétersbourg 3, 24: 33 (1877).
Sinonimia
- Astragalus ulachanensis Franch.
Astragalus biondianus Ulbr.